# Plaça Ricard Vinyes
La plaça Ricard Vinyes és una de les principals places de Lleida i centre de la vida social de la ciutat. Es troba a la confluència de l'Avinguda Rovira Roure, l'Avinguda Prat de la Riba, l'Avinguda de Balmes, l'Avinguda del Doctor Fleming i el carrer del Bisbe Ruano.

## Descripció
La plaça té un disseny innovador en planta en forma de trapezi que manté la forma de laberint, en el qual s’integren les dues sortides de vianants del pàrquing subterrani i on es creen diferents espais per potenciar els diferents usos ciutadans. També es diferencia la pavimentació als diferents llocs de pas i d’estada per crear un espai de caràcter més domèstic. La plaça compta amb un aparcament subterrani de 466 places i un parc infantil. A la plaça s'hi troben quatre tòtems enllaçats amb unes estructures d’acer que serveixen de suport a la il·luminació de la plaça. Tres se situen sobre la Plaça Ricard Vinyes, un al centre i dos als extrems, un quart està situat a la rotonda. Té una superfície de 9200 metres quadrats.
La major part de la plaça és només per a vianants, i s'hi troben multitud de bars i restaurants amb les seves respectives terrasses. La plaça està situada a l'anomenada "Zona Alta", una important zona comercial, i a tocar de la zona d'oci nocturn dels Vins, pel que el tràfec de gent és constant i habitual. Sovint anomenada "Ricardo", és un popular centre de trobada pels joves de la ciutat. A la plaça s'hi trobava la històrica cafeteria "Nelson".
Pel que fa a la xarxa viària, actualment només es pot accedir a la plaça per les Avingudes Rovira Roure, Prat de la Riba i Balmes, que conflueixen en una rotonda. L'accés a l'aparcament subterrani es fa des de l'Avinguda de Balmes.
Amb transport públic, s'hi pot accedir a través de les línies 1, 4, 6, 7 i 8 de la xarxa d'Autobusos de Lleida. La plaça també és travessada pel principal carril bici de la ciutat, que ressegueix l'eix transversal al riu Segre, des del barri de Ciutat Jardí fins al de La Bordeta.

## Història
L'any 2010 es va inaugurar la reforma de la plaça Ricard Vinyes, dissenyada per l'arquitecta Benedetta Tagliabue, de l'estudi EMBT. La base de la proposta era construir una gran zona verda entre tot el moviment de vehicles i vianants que la rodegen. L'anterior disseny datava de l'any 1971, i principalment era un gran creuament viari, amb multitud de semàfors i poc espai per al vianant. Amb la reforma, es van tancar l'Avinguda del Doctor Fleming i el Carrer del Bisbe Ruano al trànsit, convertint-ho en àrees per a vianants.
Durant les obres d'excavació del pàrquing subterrani van aparèixer les restes del monestir de Sant Francesc, del segle xiii.
La plaça està dedicada al pianista lleidatà Ricard Viñes i Roda.